# 勇丸くん
勇丸くん（いさまる）は、日本のマスコットキャラクターの一つ。東京都調布市にある調布市商工会のキャラクター。

## 概要
調布市商工会ではそれまで『ミス調布』を選び、商工会のPR活動をしていたものの調布市商工会の創立60年を機にミス調布を廃止。変わってマスコットキャラクターを作り、PR活動をする方針に変更。2021年に開催された調布市商工会創立60周年記念イベント「2021マスコットぐらんぷり」において、選ばれ、商工会より公式認定された。調布市出身の新選組局長・近藤勇をモデルとしている。
現在は近藤勇の出生地である調布市上石原にある西光寺にて「近藤勇生誕地まつり」のPR大使も務めている。

## キャラクター
新選組の羽織の特徴であるだんだら模様の髪型（実際は柄で髪の毛ではない）・羽織をつけている。
直方体の頭部とちょんまげ、肩からそろばんを掛けている。
調布市の平和と商工業の発展を願う妖精。

## プロフィール
- 名前:勇丸（いさまる）くん（註:近藤勇が由来だが、いさみまるではない）
- 出生地:東京都調布市
- 誕生日:2021年10月10日
- 生息地:調布市商工会館
- 特技:そろばん・天然理心流（見習い）
- 口癖:「～ござる」・「まるくなりたい」
- 趣味:映画鑑賞とサッカー観戦
- 好物:深大寺そば・卵料理

羽織の正面に「商」、後ろに「調布」という文字がある。

## ポイント
名前に「丸」がついていることから、丸への憧れは強い。しかしそろばんを常に身に付け、細かい計算が得意・自分にも他人にも厳しい性格のため、顔が四角くなってしまったらしい。
現在の調布市に当たる武蔵国多摩郡上石原村出身の新選組局長・近藤勇をモチーフとしている。衣装は新選組をモチーフとしただんだら模様となっている。

## 活動実績
- 2022 年 5 月 25 日（水曜）調布市商工会総代会（in 調布クレストンホテル）にて、勇丸くん着ぐるみ完成お披 露目を実施
- 2022 年 5 月 28 日（土曜）JCOM わくわくキャラバン（in 仙川駅前公園）にて、調布市商工会の PR 活動を実施
- 2022 年 7 月 2 日（土曜）第 30 回調布観光フェスタ（in 調布駅前広場）にて、調布市商工会の PR 活動を実施
- 2022 年 7 月 5 日（火曜）日本国特許庁「勇丸くん」商標登録出願認証：出願番号T2022－018220（商標登録出願人　調布市商工会）
- 2022 年 8 月 7 日（日曜）公益社団法人調布青年会議所「CHOFU Has No Borders! ～調布のみんな、ひとつに なろうよ～（in 調布駅前広場）」にて、調布市商工会の PR 活動を実施
- 2022 年 9 月 2 日（金曜）三鷹商工会にて公式マスコット運用研修会を企画実施
- 2022 年10月 23 日（日曜）近藤勇生誕地まつり（in 調布市「西光寺」）にて、調布市商工会の PR 活動を実施
- 2022 年10月 23 日（日曜）近藤勇生誕地まつり（in 調布市「西光寺」）にて「近藤勇生誕地まつりＰＲ大使」に任命
- 2022 年11月 27 日（日曜）調布青年経済人会議2022「ふぞろい野菜を食べよう～規格外野菜ってどんな野菜？（in 調布駅前広場）」にて、調布市商工会の PR 活動を実施
- 2023 年 1 月 5 日（木曜）調布市及び調布市商工会「令和5年 新春のつどい（in調布グリーンホール）」にて、調布市商工会の PR 活動を実施
- 2023 年 1 月 5 日（木曜）調布市及び調布市商工会「令和5年 新春のつどい（in調布グリーンホール）」にて、テレビ朝日「報道ステーション」の取材を受け同日の番組へ出演（全国放送）